# John Forsythe
John Forsythe, artiestennaam van John Lincoln Freund (Penns Grove (New Jersey), 29 januari 1918 – Santa Ynez (Californië), 1 april 2010), was een Amerikaans film-, televisie- en stemacteur.

## Loopbaan
Forsythe werd in België en Nederland vooral bekend door zijn rollen in Dynasty (als de patriarch Blake Carrington) en Charlie's Angels (als de onzichtbare Charlie Townsend).
Op 1 april 2010 overleed Forsythe op 92-jarige leeftijd aan een longontsteking.

## Films
- Northern Pursuit (1943)
- Destination Tokyo (1943)
- The Captive City (1952)
- It Happens Every Thursday (1953)
- The Glass Web (1953)
- Escape from Fort Bravo (1953)
- American Harvest (1955) (verteller)
- The Trouble with Harry (1955)
- The Ambassador's Daughter (1956)
- Everything But the Truth (1956)
- Dubrowsky (1959)
- Kitten with a Whip (1964)
- Madame X (1966)
- In Cold Blood (1967)
- Silent Treatment (1968)
- Topaz (1969)
- The Happy Ending (1969)
- Goodbye and Amen (1977)
- ...And Justice for All (1979)
- Scrooged (1988)
- Stan and George's New Life (1991)
- We Wish You a Merry Christmas (1999) (stem)
- Charlie's Angels (2000)
- Charlie's Angels: Full Throttle (2003)

## Televisie
- Alfred Hitchcock Presents (1955)
- Bachelor Father (1957-1962)
- The Alfred Hitchcock Hour (1962)
- See How They Run (1964)
- The John Forsythe Show (1965-1966)
- A Bell for Adano (1967)
- Shadow on the Land (1968)
- To Rome With Love (1969-1971)
- Murder Once Removed (1971)
- The World of Survival (1971-1977) (verteller)
- The Letters (1973)
- Lisa, Bright and Dark (1973)
- Cry Panic (1974)
- The Healers (1974)
- Terror on the 40th Floor (1974)
- The Deadly Tower (1975)
- Charlie's Angels (1976-1981)
- Amelia Earhart (1976)
- Tail Gunner Joe (1977)
- Emily, Emily (1977)
- Never Con a Killer (1977)
- Cruise Into Terror (1978)
- With This Ring (1978)
- The Users (1978)
- A Time for Miracles (1980)
- Dynasty (1981-1989)
- Sizzle (1981)
- Mysterious Two (1982)
- On Fire (1987)
- Opposites Attract (1990)
- Dynasty: The Reunion (1991)
- The Powers That Be (1992-1993)
- I Witness Video (presentator, 1993-1994)
- People's Century (1995) (miniserie) (verteller)
- Dynasty Reunion: Catfights & Caviar (2006)